# La Bayamesa
La Bayamesa ist der Titel der kubanischen Nationalhymne. Melodie und Text stammen von Pedro Figueredo, der das Gedicht im Jahr 1868 aus Anlass der Schlacht bei Bayamo im Zehnjährigen Krieg schuf, an der er teilnahm. Als die Mambises, die Soldaten der kubanischen Befreiungsbewegung gegen die spanische Kolonialherrschaft, sich aus Bayamo zurückziehen mussten, zog die Bevölkerung der Stadt mit ihnen und setzte vorher ihre eigenen Häuser in Brand. Figueredo wurde von den spanischen Kolonialtruppen zwei Jahre später gefangen genommen und hingerichtet. La Bayamesa war während der Unabhängigkeitsbewegung von 1868 bis 1898 die Nationalhymne der Republik in Waffen (República en Armas) und wurde nach der Unabhängigkeit von Spanien und dem Ende der US-Besatzung 1902 als  Nationalhymne der Republik Kuba eingeführt.
Die Hymne wurde am 8. November 1868 von einer Gruppe von zwölf Frauen auf dem Stadtplatz (Parque Central) von Bayamo zum ersten Mal öffentlich gesungen.

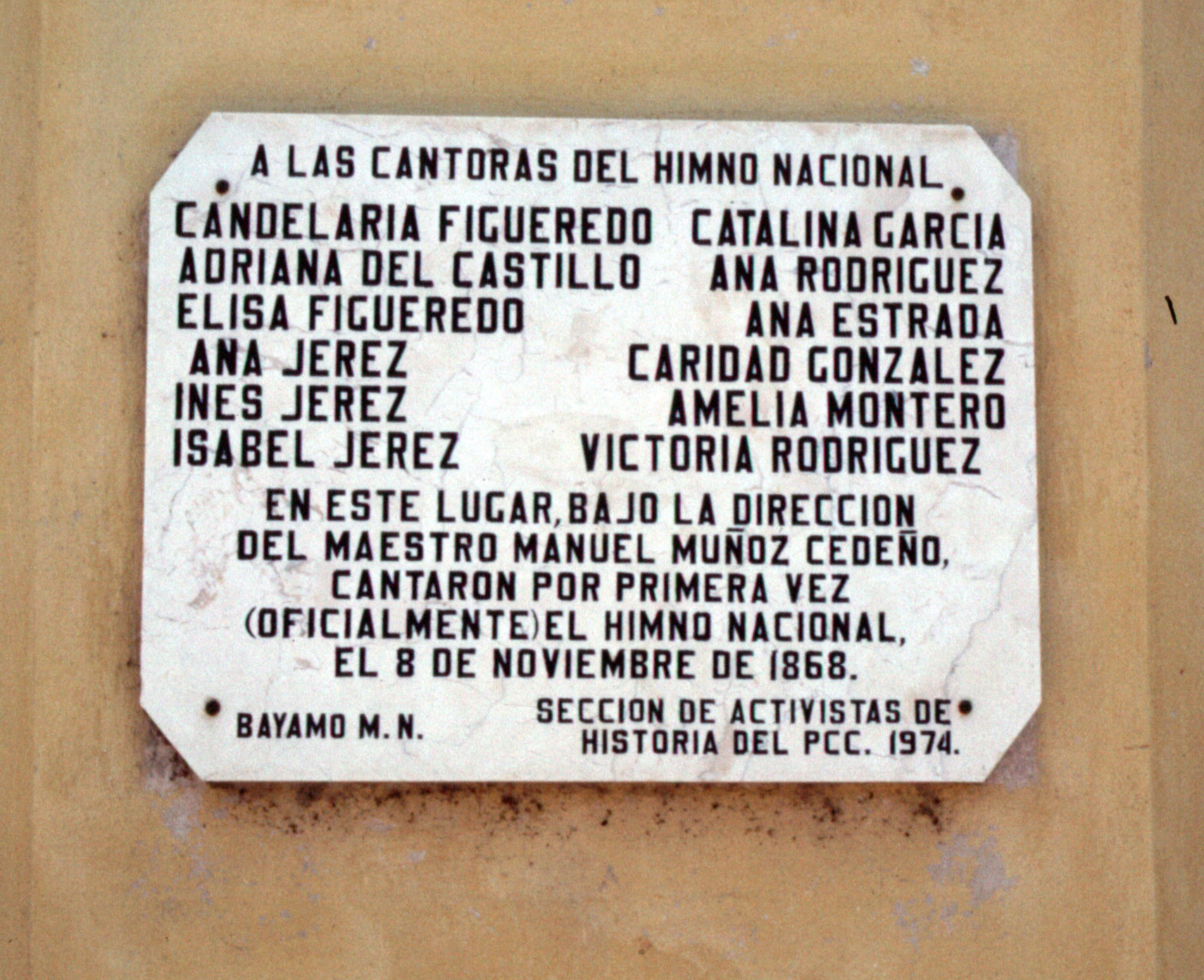
Gedenktafel für die ersten Sänger der Kubanischen Nationalhymne 1868 in Bayamo

## Originaltext (Spanisch)
Al combate, corred, bayameses,

Que la Patria os contempla orgullosa;

No temáis una muerte gloriosa,

Que morir por la Patria es vivir.

En cadenas vivir, es vivir

En afrenta y oprobio sumido;

Del clarín escuchad el sonido;

¡A las armas, valientes, corred!

## Übersetzung
Auf zum Kampf, eilt herbei, Bayamesen,

denn das Vaterland sieht Euch mit Stolz,

fürchtet nicht einen ruhmreichen Tod,

denn für das Vaterland zu sterben, heißt leben. 

Ein Leben in Ketten ist ein Leben

inmitten von Schimpf und Schande.

Höret den Klang der Trompete,

auf zu den Waffen, ihr Tapferen, lauft!